# Йосиф Багери
Йосиф Йован Багери (на албански: Josif Jovan Bageri), използвал в България името Йосиф Багеров, е албански поет, просветител и общественик.

## Биография
Йосиф Багери е роден в 1870 година в горнореканското село Нистрово, тогава в Османската империя, в православно семейство. Като млад се мести в София, където започва работа и развива интерес към албанското националистическо движение. По професия е обущар. Жени се за Василикия (Василка) Божкова от Прилеп, като и двамата стават евангелисти в София. Багери подчертава ролята на образованието за албанското възраждане и е активен в годините от 1905 до 1907, когато работи за популяризирането на албанския език. В периода 1909 - 1911 година Багери издава в София вестник на албански и български „Албански орел“ (Shqypeja e Shqypenis), орган за наука и политика. След албанската независимост в 1912 година се мести да живее в Драч, където продължава дейността си. В 1914 година издава в Драч седмичника „Ехото на Круя“ (Ushtimi i Krujës).
Умира в окупираната по време на Първата световна война от България Прищина в 1916 година.
Багери е известен автор на поезия, проза, политически статии, коментари и полемики. Един от най-забележителните му трудове е антологията „Kopesht Malsori“, която той издава в София в 1910 година.
В чест на Багери е кръстена улица в Дебър. Синът му Христо Багеров става четник на ВМОРО и загива в сражението на четата на Боби Стойчев в Лугунци, Велешко, на 21 април 1906 година.